# Муромское (Калининградская область)
 Му́ромское  (до 1946 года — Лаптау (нем.  Laptau )) — посёлок Зеленоградского района Калининградской области. Входит в состав Ковровского сельского поселения. Население 789 человек.

## История
У пруссов местность, на которой расположен современный посёлок, называлась Лобетов. 18 января 1255 года Тевтонский орден передал эти земли прусскому вождю Ибуту в лен — в обмен на лояльность. А через три года — в 1258 году, в результате раздела Самбии между Тевтонским орденом и епископом, Лаптау, который тогда назывался Ловбуте, достался епископу Генриху фон Штриттбергу. В 1330 году в деревне близ замка была открыта кирха. В 1351 году закончено строительство замка Лаптау. Лаптау упоминается в тексте Краковского договора 1525 года. При реконструкции замка Лаптау материалом для неё стал замок Повунден (нынешнее Храброво). В Лаптау разместились различные ведомства каммерата. В XVIII веке замок обветшал и в 1764 году на месте руин замка построили небольшую гостиницу. В 1850 году последние остатки замковых стен были пущены на строительство дороги Кенигсберг — Кранц.
После Второй мировой войны в составе СССР. В 1946 году Лаптау переименован в Муромское. Муромский сельский совет (центр — посёлок Муромское) входил в состав Зеленоградского района. Работал колхоз «Победа». 20 июля 1999 года в посёлке Муромское было пущено в эксплуатацию предприятие по производству свинины — «Балтийский бекон».

## Население
| 2002 | 2010 |
| ---- | ---- |
| 844  | ↘666 |

## География
Находится в 24 км от Калининграда и в 9 км от Зеленоградска. Рядом с посёлком Муромское проходит трасса «Приморское кольцо» на участке от Калининграда до Зеленоградска. В Муромском находится одноимённый железнодорожный остановочный пункт на линии Калининград — Зеленоградск. Через посёлок проходит автобусный маршрут № 114 «Калининград-Зеленоградск».

## Достопримечательности и памятные места
- Кирха XIV века, переоборудована в спортивный зал, затем заброшена.
- Памятник погибшим в годы Первой мировой войны 1914—1918 годов
- На месте бывшего замка в 1970-е годы открыт мемориал павшим воинам Советской армии.

## Культура и образование
В посёлке есть библиотека и клуб. 

## Галерея

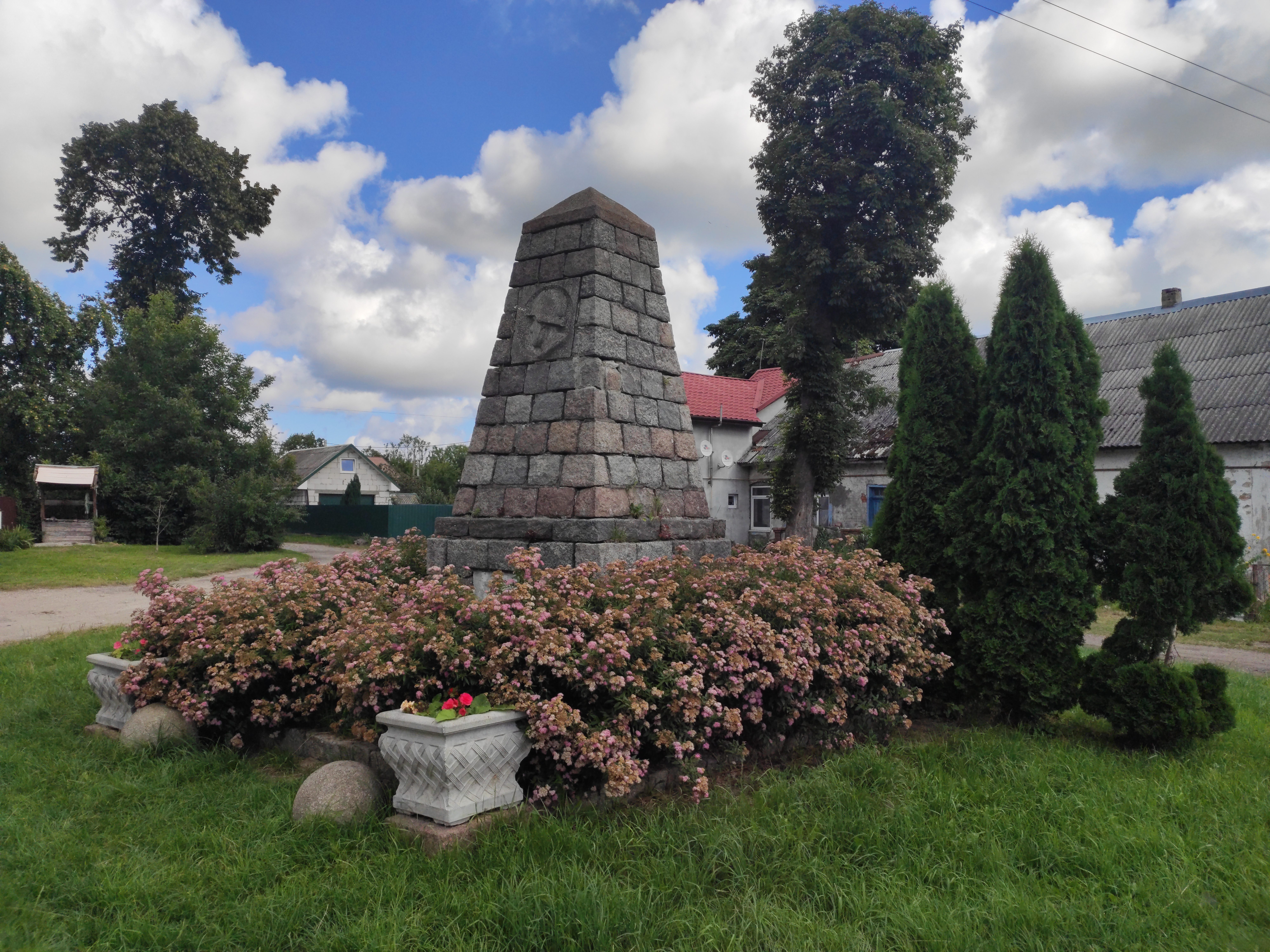
Мемориал погибшим в Первой мировой войне
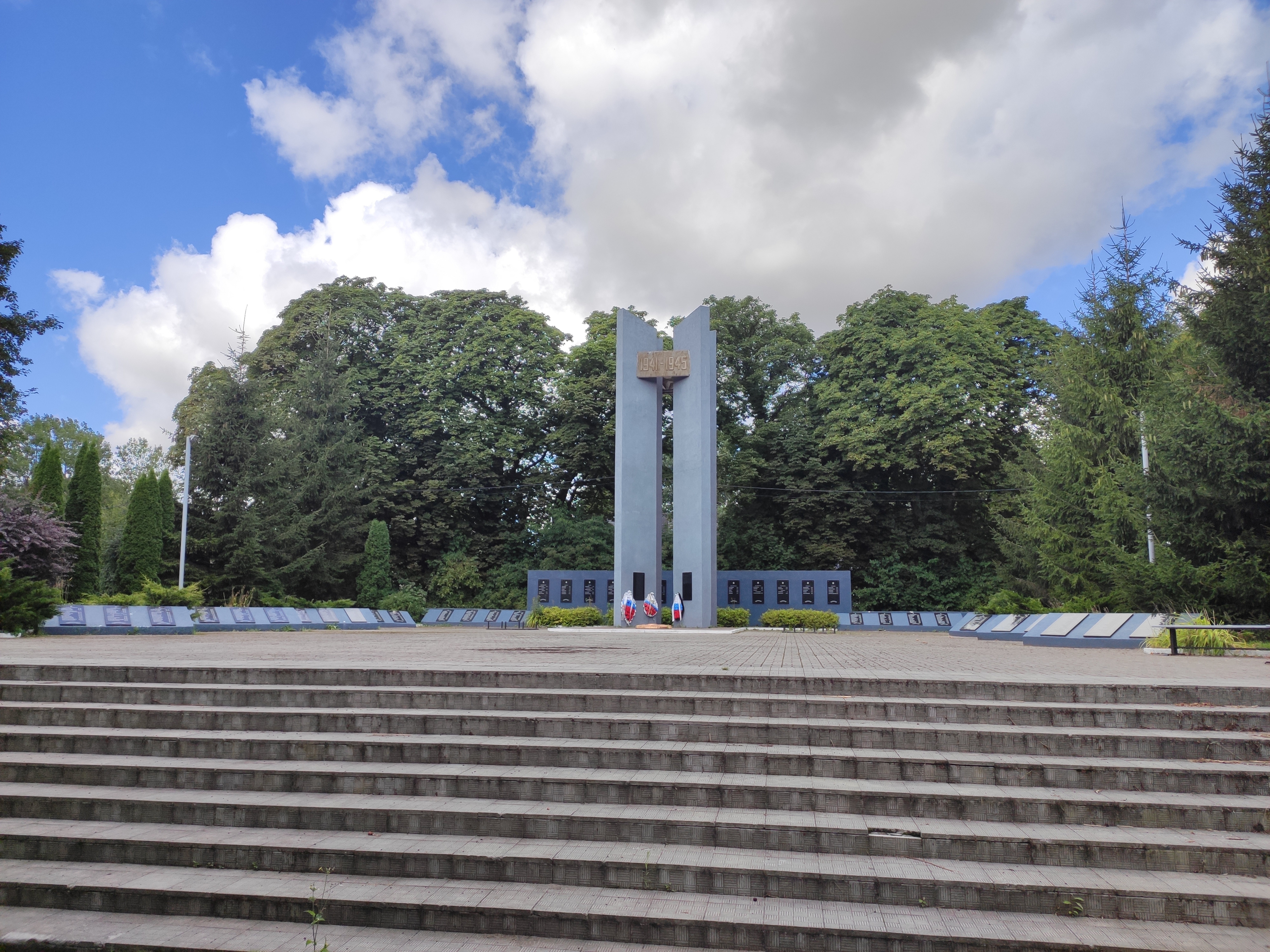
Мемориал погибшим во Второй мировой войне
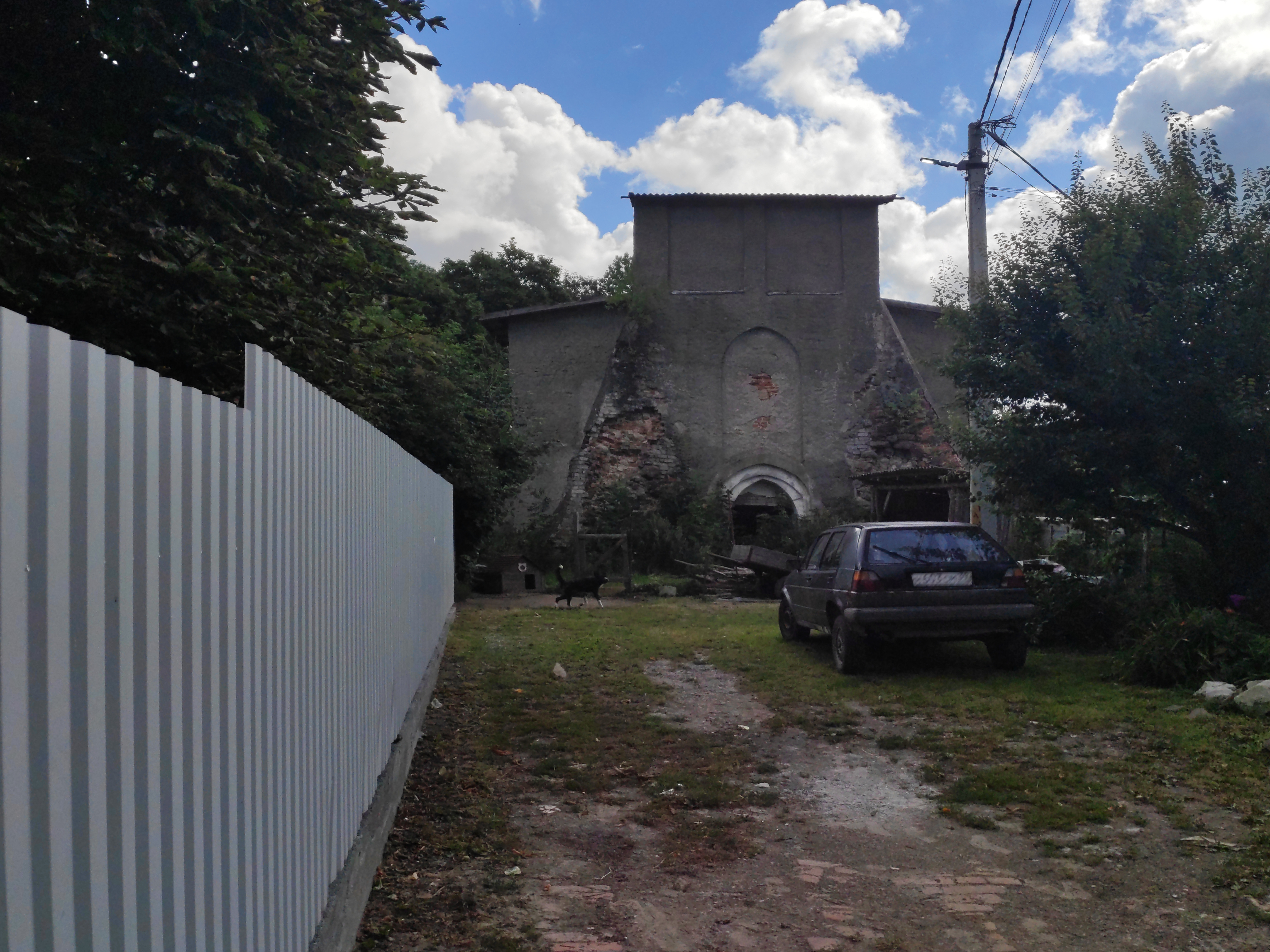
Здание кирхи Лаптау в 2022 году
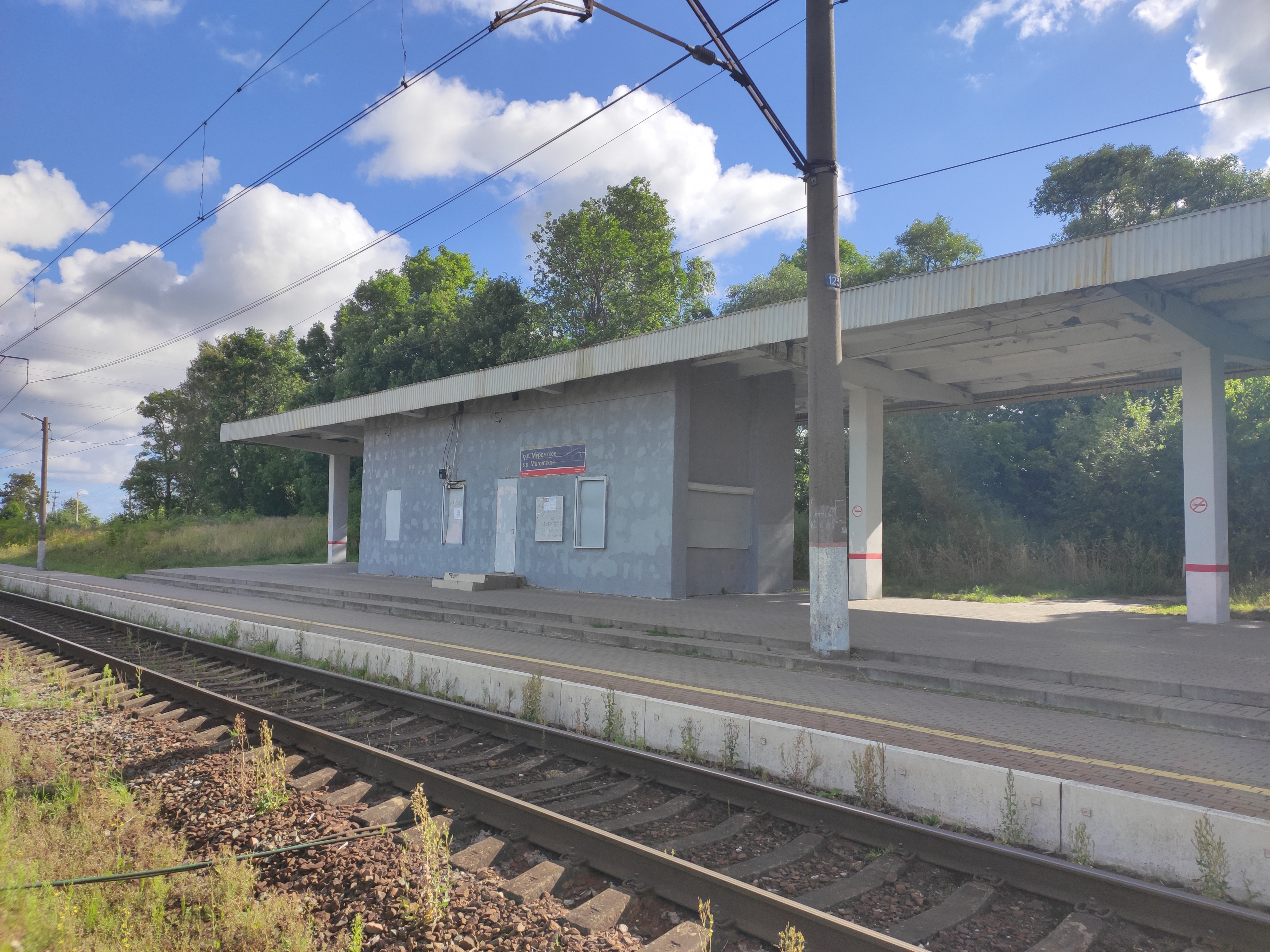
Остановочный пункт «Муромское»